# 绕溪镇
绕溪镇，是中华人民共和国陕西省安康市紫阳县一个已撤销的乡级行政区，2015年，陕西省民政厅批复同意撤销绕溪镇，将其所辖行政区域划归高滩镇。